# Jiang Xinlin
Jiang Xinlin (chinesisch 江新林, Pinyin Jiāng Xīnlín; * Februar 1988 im Dorf Qiaomiao, bezirksfreie Stadt Kaifeng, Provinz Henan, Volksrepublik China) ist ein chinesischer Panzerfahrer, Kampfpilot und Raumfahrzeugführer der Stufe IV beim Raumfahrerkorps der Volksbefreiungsarmee.

## Dienst bei Heer und Luftwaffe
Jiang Xinlin wurde im Februar 1988 im Verwaltungsdorf Qiaomiao (乔庙村) der Großgemeinde Yuzhen, Kreis Qi, bezirksfreie Stadt Kaifeng als drittes Kind von Jiang Xiaotao (江孝涛) und Shi Shimin (史世敏) geboren (er hat noch zwei ältere Schwestern). Seine Eltern, alteingesessene Landwirte, waren relativ arm; nach der Auflösung der örtlichen Volkskommune besaßen sie nur knapp einen Hektar Ackerland, eine Kuh und einige Ziegen. Nach der Schule pflegte sich Jiang Xinlin um die Tiere zu kümmern.
Ermahnt von seinen Eltern, dass er nur durch Wissen sein Schicksal ändern könnte, wurde Jiang Xinlin ein sehr guter Schüler. 2006, kurz vor dem Abitur, bewarb er sich erfolgreich bei der damaligen Ingenieurakademie der Panzertruppen in Changxindian, Stadtbezirk Fengtai von Peking (中国人民解放军装甲兵工程学院, seit 2017 „Heeresakademie für Panzersoldaten“ bzw. 中国人民解放军陆军装甲兵学院). Im September 2006 wurde Jiang Xinlin offiziell in die Volksbefreiungsarmee aufgenommen und in vier Jahren zum Panzerfahrer ausgebildet.
Im Januar 2010 trat Jiang Xinlin in die Kommunistische Partei Chinas ein. Wenige Monate später schloss er seine Ausbildung an der Ingenieurakademie ab. In jenem Jahr rekrutierte die Luftwaffe unter den Absolventen der Militärakademien aller Teilstreitkräfte Piloten. Als Jiang Xinlin davon erfuhr, bewarb er sich und wurde nach einem Auswahlprozess an der Luftfahrt-Universität der Luftstreitkräfte der Volksbefreiungsarmee in Changchun angenommen. Während die anderen Absolventen der Panzerakademie nun alle Offiziere waren, musste Jiang Xinlin neu anfangen. Er widmete sich mit ganzer Energie dem theoretischen Studium und den praktischen Übungen und gehörte nach der vierjährigen Ausbildung zu den 20 von ursprünglich 67 Pilotenanwärtern, die in den fliegerischen Dienst übernommen wurden.
Im weiteren Verlauf flog Jiang Xinlin Kampfflugzeuge. Als er einmal zu einem Übungsflug starten wollte – das Flugzeug hatte bereits eine Geschwindigkeit von 200 km/h erreicht – begann der Drehzahlmesser des Triebwerks plötzlich schwankende Werte anzuzeigen. An sich wäre dies der Zeitpunkt gewesen, das Flugzeug nach oben zu kippen und abzuheben. Jiang Xinlin schloss jedoch die Treibstoffzufuhr, warf den Bremsschirm aus und brachte das Flugzeug noch auf der Startbahn zum Stehen. Die folgende Untersuchung zeigte, dass er genau richtig gehandelt hatte, und er erhielt eine Auszeichnung.
Insgesamt absolvierte Jiang Xinlin gut 1000 unfallfreie Flugstunden, wofür ihm das Tätigkeitsabzeichen Militärluftfahrzeugführer der Stufe I verliehen wurde. Er galt bei der Truppe als Musterpilot und guter Vorgesetzter. Daher wurde er zum stellvertretenden Kommandanten einer Fliegenden Gruppe ernannt. Sein letzter Dienstgrad bei der Luftwaffe war Oberstleutnant.

## Dienst im Raumfahrerkorps
Am 23. April 2018 startete das Chinesische Raumfahrer-Ausbildungszentrum die Anwerbekampagne für die dritte Auswahlgruppe des Raumfahrerkorps der Volksbefreiungsarmee. Jiang Xinlin war zu diesem Zeitpunkt auswärts auf einem Manöver. Bei seiner Einheit war man der Meinung, er sollte sich dort bewerben, und ein Ausbilder verständigte ihn telefonisch von der neuen Entwicklung. Im September 2020 wurde Jiang Xinlin als einer von sieben Raumschiffpiloten in das Raumfahrerkorps aufgenommen; während des gesamten Auswahlvorgangs versah er weiterhin seinen fliegerischen Dienst. Die feierliche Vereidigung der insgesamt 18 neuen Raumfahrer – neben den Piloten wurden auch sieben Bordingenieure und vier Nutzlastexperten eingestellt – fand am 1. Oktober 2020 statt, dem chinesischen Nationalfeiertag.
Das Überlebenstraining in der Wüste Gobi – die Raumfahrer mussten sich aus dem Fallschirm der Landekapsel und vor Ort gesammelten Sanddorn-Wurzeln ein Zelt bauen und dort zwei Tage und zwei Nächte ausharren – gestaltete sich wegen eines Sandsturms zwar schwierig, durch einen zweiwöchigen Lehrgang auf dem Truppenübungsplatz Jiayuguan während seiner Panzerfahrer-Zeit war er die Bedingungen in der Wüste jedoch gewohnt. Größere Schwierigkeiten bereitete ihm die Übung auf dem Drehstuhl, wo die Raumfahrer mit verbundenen Augen den Kopf nach vorne und nach hinten neigen müssen, ohne Übelkeit zu verspüren. Zu Beginn der Ausbildung konnte er dort nur eine Bewertung der Stufe 2 erhalten, was ihn für einen Raumflug nicht qualifiziert hätte. Nach zwei Monaten täglicher zwanzigminütiger Drehübungen in seiner Unterkunft konnte er die Aufgabe jedoch meistern und erhielt eine Bewertung der Stufe 1.
Im Juni 2022 wurde er für die Mission Shenzhou 17 ausgewählt und begann zusammen mit Tang Hongbo von der Auswahlgruppe 2010, der im Jahr 2021 als Teil der allerersten Besatzung schon einmal drei Monate auf der Chinesischen Raumstation verbracht hatte und nun als Kommandant fungierte, sowie Tang Shengjie, einem Raumschiffpiloten von der Auswahlgruppe 2020, mit der Spezialausbildung für die Mission. Inspektionen hatten gezeigt, dass die Solarzellenflügel der Station von kleinen Weltraummüll-Partikeln getroffen und leicht beschädigt worden waren. Während der Mission Shenzhou 17 sollte nun versucht werden, sie bei mehreren Außenbordeinsätzen im Orbit zu reparieren.
Um die Raumfahrer auf schwierige Situationen vorzubereiten, mussten sie zu dritt 72 Stunden ohne Schlaf in einem Raumschiff-Modell verbringen und gemeinsam Aufgaben erledigen, ohne dass untereinander Aggressionen entstanden.
Am 26. Oktober 2023 um 03:14 Uhr UTC starteten Jiang Xinlin, Tang Hongbo und Tang Shengjie vom Kosmodrom Jiuquan zur Chinesischen Raumstation, wo das Raumschiff sechseinhalb Stunden später, um 09:46 Uhr UTC, an der vorderen Bugschleuse des Kernmoduls Tianhe autonom andockte.
Nach Druckausgleich und Überprüfung aller Systeme wechselten die drei Raumfahrer um 11:34 Uhr UTC in die Station.
Dort wurden sie von der Besatzung von Shenzhou 16 in Empfang genommen. Deren Kommandant Jing Haipeng hatte eigens ein Willkommensbanner in klassischen Langzeichen kalligrafiert.